# Gebietsreform in Bayern

Kreisfreie Städte und Landkreise vor der Gebietsreform, 1970

Die Gebietsreform im Freistaat Bayern wurde in den Jahren 1971 bis 1980 durchgeführt und hatte das Ziel, leistungsfähigere Gemeinden und Landkreise zu schaffen. Das sollte durch größere Verwaltungseinheiten (Gemeindefusionen) erreicht werden, die nach Ansicht der Bayerischen Staatsregierung effizienter arbeiten würden.
Die Zahl der Gemeinden wurde von 7004 auf 2050 reduziert. Damit sollte insbesondere verhindert werden, dass Kleingemeinden unter 2000 Einwohnern (etwa 80 %) ihre Dienstleistungen reduzieren müssten.

## Voraussetzungen

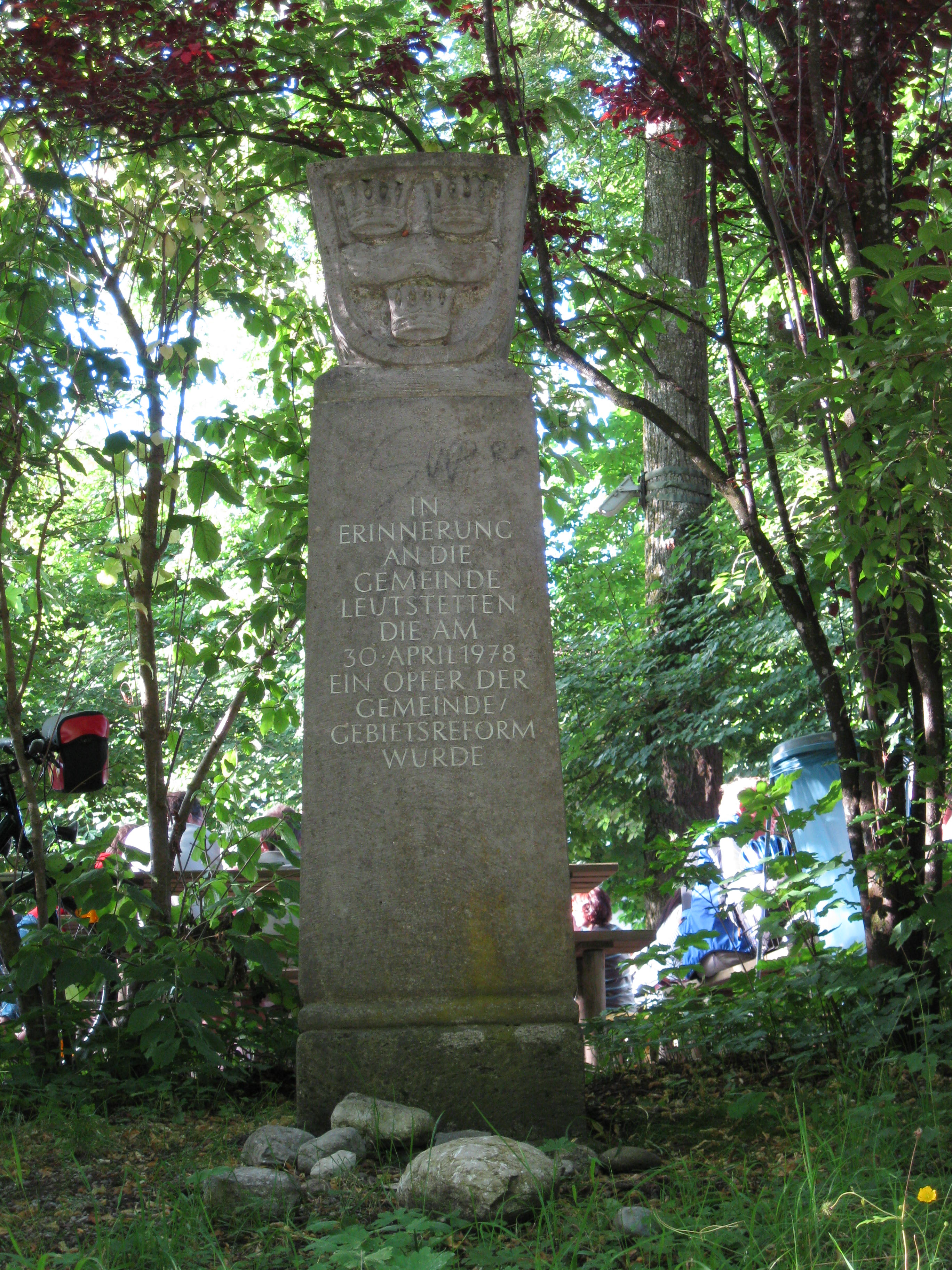
Gedenkstein für die Gemeinde Leutstetten, heute Teil von Starnberg, die ein „Opfer“ der Gebietsreform wurde.

Am 25. Januar 1952 trat eine neue Gemeindeordnung für Bayern in Kraft. Darin wurde in Artikel 11 bestimmt, dass eine Änderung nur vorgenommen werden kann, wenn die beteiligten Gemeinden einverstanden sind. Beim Vorhandensein von dringenden Gründen des öffentlichen Wohls sind Änderungen aber auch gegen den Willen der beteiligten Gemeinden möglich.
1967, zu Beginn der 6. Wahlperiode des Bayerischen Landtages, strebten sowohl die regierende CSU als auch die oppositionelle SPD eine Reform der Kommunalverwaltung an. Die Vorstellungen der SPD gingen erheblich weiter als die Pläne der CSU. Die SPD wollte die Auflösung der Regierungsbezirke und Landkreise, an deren Stelle Verwaltungsregionen geschaffen werden sollten. Die Gemeinden sollten in Verwaltungsgemeinschaften zu Größen von 5.000 und 10.000 Einwohnern zusammengelegt werden. Später hatten Gegner der Veränderungen kaum Rückhalt in der parlamentarischen Opposition.
Die Regierungspartei dagegen wollte die bisherige Grundstruktur Bezirk – Landkreis – Gemeinden beibehalten, jedoch die Zahl der Landkreise und der Gemeinden deutlich verringern und damit die Einwohnerzahlen dieser Gebietskörperschaften vergrößern.

## Durchführung
Ministerpräsident Alfons Goppel kündigte in seiner Regierungserklärung vom 25. Januar 1967 die Reform an und nannte sie die wichtigste innenpolitische Aufgabe dieser Legislaturperiode. Die Gebietsreform wurde von Bruno Merk (CSU) initiiert, der von 1966 bis 1977 Staatsminister des Innern war. Sein Amtsnachfolger Alfred Seidl schloss die Gebietsreform ab. Merk berief 1968 eine Arbeitsgruppe Kommunalverwaltungsreform ein. Am 16. April 1970 legte die Regierung den Entwurf für ein Gesetz zur Stärkung der kommunalen Selbstverwaltung vor.
Die Gebietsreform gliederte sich zeitlich in zwei Abschnitte:
1. die Gebietsreform zur Neugliederung Bayerns in Landkreise und kreisfreie Städte 1972
2. die kommunale Gebietsreform, die ab 1972 zuerst auf freiwilliger Basis durchgeführt wurde und im Jahre 1978 mit Zwangseingemeindungen abgeschlossen wurde.

Im Rahmen der Neugliederung Bayerns in Landkreise und kreisfreie Städte, die am 15. Dezember 1971 beschlossen wurde und am 1. Juli 1972 in Kraft trat, wurden aus vorher 143 Landkreisen insgesamt 71 neue Landkreise. 23 von ehemals 48 kreisfreien Städten verloren ihre Kreisfreiheit. Zum Ausgleich erhielten sie begrenzte zusätzliche Rechte gegenüber den sonstigen kreisangehörigen Gemeinden und durften den Titel „Große Kreisstadt“ tragen.
Die Gemeindegebietsreform von 1972 bis 1978 verringerte die Zahl der bayerischen Gemeinden von 6.962 im Jahr 1970 um über zwei Drittel auf 2.052 Gemeinden. Sie trat am 1. Mai 1978 nach mehreren Beschlüssen und Verordnungen in Kraft. Mehr als 900 der Gemeinden waren zudem Mitgliedsgemeinden in Verwaltungsgemeinschaften. Abgeschlossen wurde die Reform durch das Gesetz zum Abschluss der kommunalen Gebietsreform vom 1. Januar 1980, in dem noch kleinere Korrekturen vorgenommen wurden:
- Eingemeindung der Gemeinde Kling nach Babensham
- Neubildung der Gemeinde Seeon-Seebruck aus den Gemeinden Seeon, Seebruck und Truchtlaching
- Eingemeindung der Gemeinde Unternesselbach in die Stadt Neustadt an der Aisch
- Eingemeindung der Gemeinde Staufen (Syrgenstein) nach Syrgenstein

Nach dem 1. Januar 1980 „verschwand“ nur noch eine Gemeinde, nämlich durch die Zusammenlegung der Gemeinden Baar und Ebenhausen zu Baar-Ebenhausen am 1. Mai 1984.
Besonders die kommunale Gebietsreform führte zu heftigen politischen Auseinandersetzungen vor Ort. Seit Beginn der Gebietsreform sind zirka 300 Gemeinden aus einer Verwaltungsgemeinschaft ausgeschieden und verwalten sich wieder alleine, so zum Beispiel Igensdorf im Landkreis Forchheim.
In neun Fällen führte der Widerstand von Bürgern eingemeindete Orte wieder in die Selbständigkeit:
- Rieden am Forggensee am 05.11.1980
- Edling am 29.04.1981
- Horgau bei Augsburg am 27.10.1983
- Irlbach bei Straubing am 03.11.1983
- Albaching im Landkreis Rosenheim am 01.01.1994
- Bechtsrieth im Landkreis Neustadt an der Waldnaab am 01.01.1994
- Baar im Landkreis Aichach-Friedberg am 01.01.1994
- Rettenbach am Auerberg im Landkreis Ostallgäu am 01.01.1994
- Ermershausen im Landkreis Haßberge. am 01.01.1994

Während acht Gemeinden ihre Selbständigkeit auf politischem Wege erlangten, erreichte die Gemeinde Edling ihre Selbständigkeit auf Grund einer Popularklage zum Bayerischen Verfassungsgerichtshof. Am 29. April 1981 erklärte dieser die Eingemeindung in das Gebiet der Stadt Wasserburg am Inn für nichtig.
Das kleine unterfränkische Dorf Ermershausen erlangte 1978 überregionale Bekanntheit, weil sich die Einwohner vehement der Eingliederung in die Gemeinde Maroldsweisach widersetzten, indem sie das Rathaus verbarrikadierten. Das Dorf wurde von mehreren Hundertschaften der Bereitschaftspolizei gestürmt; das Rathaus musste zwangsgeräumt werden. Seit 1994 ist Ermershausen wieder eine selbständige Gemeinde.